# Diamante (baseball)

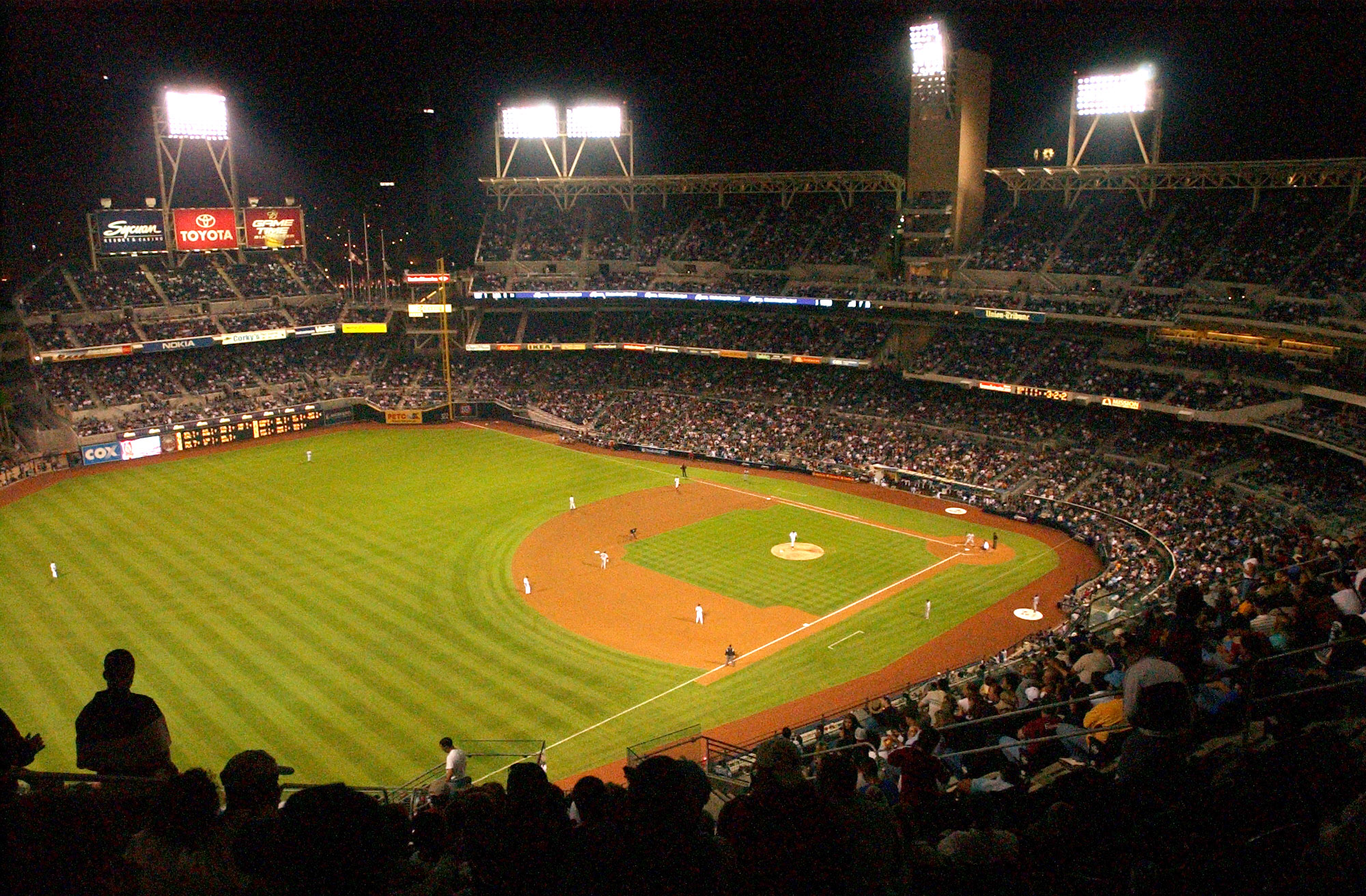
Il diamante del Petco Park di San Diego, visto dalle gradinate.

Il diamante è il campo su cui viene giocato il baseball. Per metonimia, con diamante viene anche indicato lo stadio di baseball.

## Specifiche

Schema di un campo da baseball

Il punto di partenza della maggior parte delle azioni sul campo è il piatto di casa, che è una lastra di gomma bianca, ricavata da un quadrato con lato di 43,2 cm (17,0 in), a cui sono stati tolti due angoli. Vicino ai due lati paralleli del piatto, ci sono i due box del battitore. Assieme a prima base, seconda base e terza base, indicate da dei cuscini quadrati di 38,1 cm (15,0 in) di lato, il piatto di casa forma un quadrato di 27,43 m (90,0 ft) di lato che indica il campo interno.
Tutte le basi, incluso il piatto di casa, rientrano interamente in territorio buono. Quindi, ogni palla che tocca le basi è in territorio buono. Mentre la prima e la terza base sono all'interno del quadrato formato dalle basi, la seconda base è posta in modo che il suo centro coincida con il vertice del quadrato.
Le linee che collegano casa base e la prima e la terza base si estendono fino al muro, alla staccionata o agli spalti più vicini e vengono chiamate linee di foul. La porzione di campo compresa tra le due linee di foul è il territorio buono (fair territory). L'area nelle vicinanze del quadrato formato dalle basi è chiamato campo interno (infield), mentre il restante territorio buono è il campo esterno (outfield). La maggior parte dei diamanti è circondata da una staccionata o un muro che segna il limite esterno del campo esterno. La staccionata è generalmente a una distanza compresa tra i 90 m e i 130 m.

## Prima base
La prima base è la prima ad essere toccata da un battitore dopo aver battuto una valida. A differenza delle altre due basi, il battitore-corridore può correre oltre la prima base senza correre il rischio di essere eliminato, ma solo se non fa alcun tentativo di avanzare verso la seconda base.
Il prima base è il difensore che si occupa di difendere l'area vicino alla prima base.
Nel sistema di numerazione utilizzato per registrare le giocate difensive nel ruolino, al prima base è assegnato il numero "3".

## Seconda base
La seconda base è la seconda dei quattro punti fissi del diamante. Tipicamente è difesa dal seconda base e dall'interbase. Un giocatore sulla seconda base è detto essere "in posizione di punto" perché ha molte probabilità di poter raggiungere casa base su una qualsiasi battuta valida. Dato che è la base più lontana da casa base, è quella su cui si concentrano la maggior parte dei tentativi di base rubata.
Il seconda base e l'interbase sono i due difensori che solitamente sono più vicini alla seconda base e mentre uno si occupa di difendere la base, l'altro si occupa di difendere il campo interno. Nel sistema di numerazione del ruolino ufficiale il seconda base è il numero "4" mentre l'interbase è il numero "6".

## Terza base

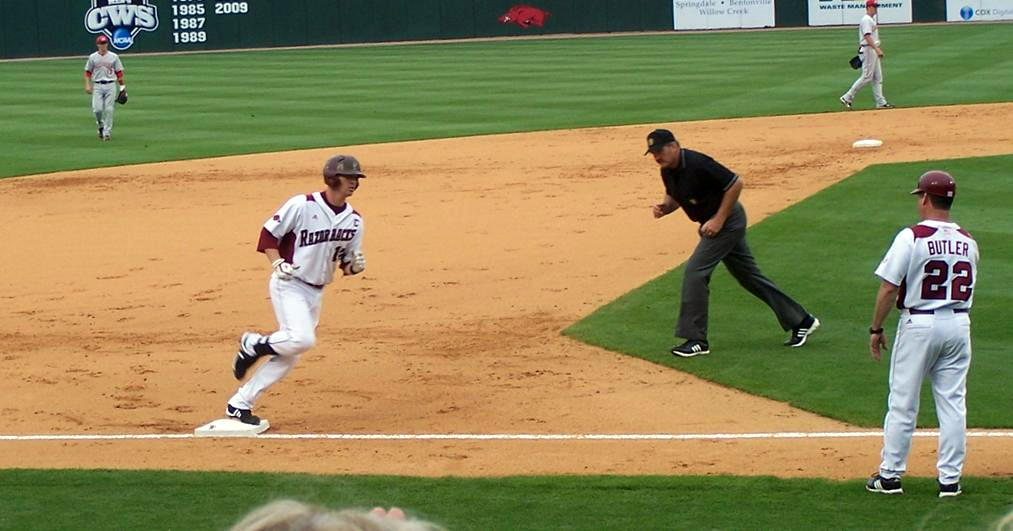
Andy Wilkins passa sulla terza base diretto verso casa base nel 2010

La terza base è l'ultima base che il corridore deve toccare prima di arrivare a casa base. La maggior parte delle palle che, battute valide, risultano in un'eliminazione del battitore (come una volata di sacrificio) permettono al corridore in terza base di arrivare in casa base e segnare un punto.
Il terza base è il difensore che si occupa di difendere la terza base. Nella numerazione del ruolino ufficiale il terza base ha il numero "5".

## Casa base

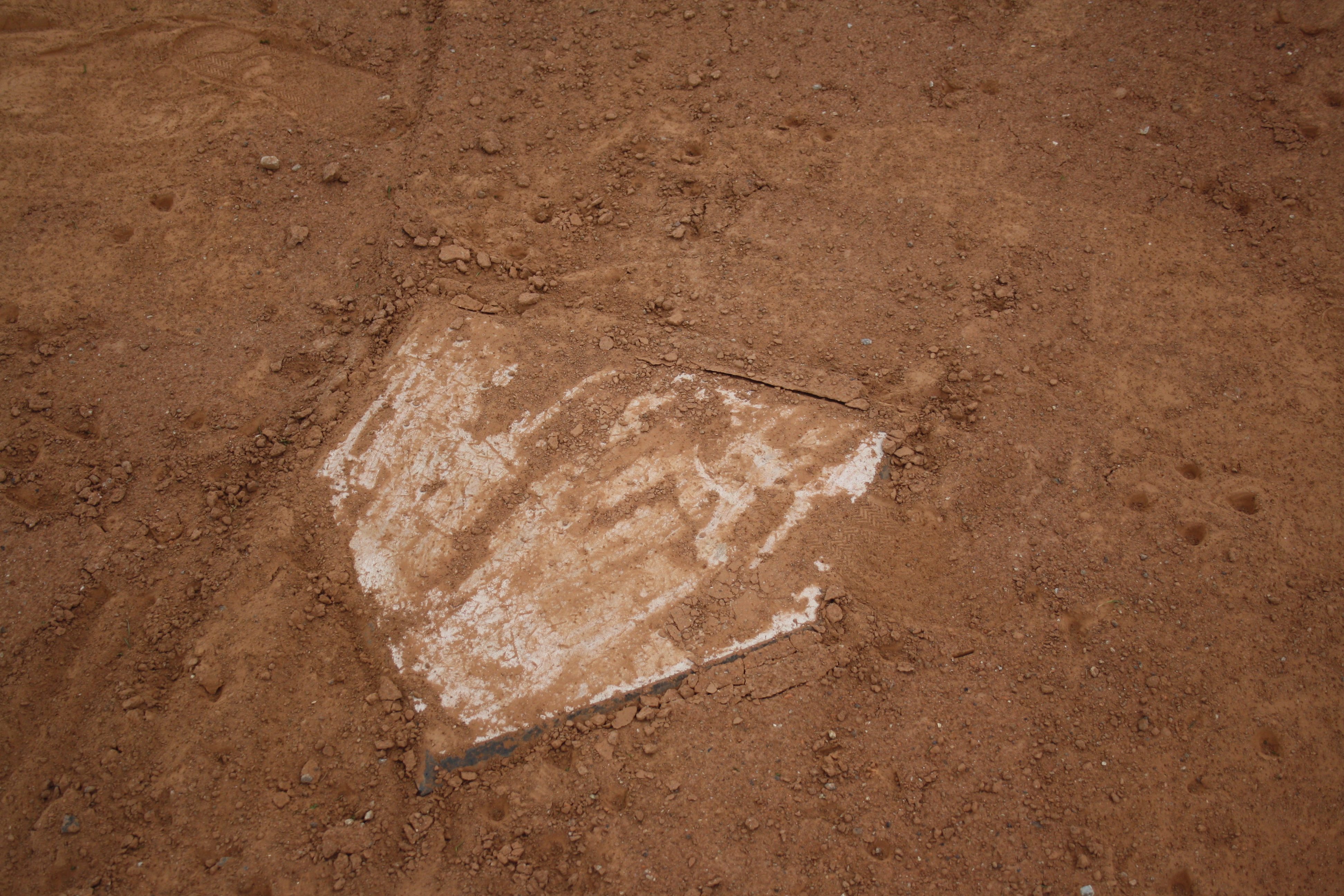
Il piatto di casa

Il piatto di casa, generalmente chiamato solo "Casa base", è l'ultima base che il corridore deve toccare per segnare un punto. A differenza delle altre basi, il piatto di casa è una lastra di gomma non rialzata dal terreno a forma pentagonale. L'uso della gomma fu sviluppato da Robert Keating, che lanciò in una sola partita del 1887 con i Baltimore Orioles; precedentemente, il piatto era fatto di pietra, ferro o legno.
Tra i 15 e i 30 metri alle spalle del piatto di casa si trova il backstop, un muro o una staccionata che serve a fermare lanci pazzi, palle mancate e palle foul. Negli stadi chiusi, il backstop è composto da un muro basso e da una rete che protegge gli spettatori; nei campi amatoriali, il backstop è costituito da una rete metallica.

## Box del battitore e box del ricevitore

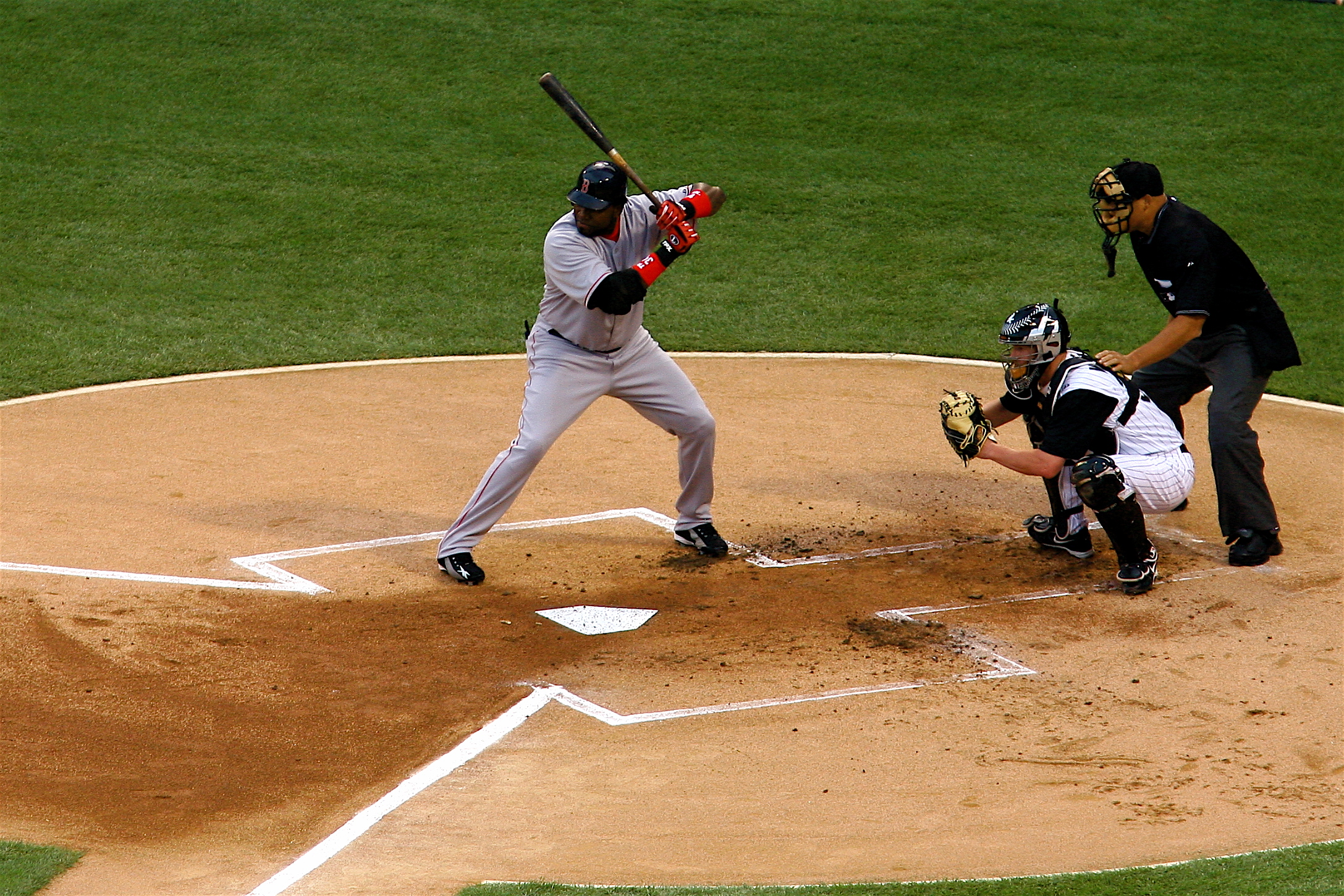
David Ortiz (in grigio) dei Boston Red Sox è nel box del battitore mancino del U.S. Cellular Field in una partita contro i Chicago White Sox del 7 luglio 2006.

Il box del battitore è il luogo in cui il battitore deve stare quando è pronto a ricevere il lancio dal lanciatore. È generalmente disegnato con il gesso sulla terra vicino al piatto di casa; il lato interno del box viene bagnato prima di ogni partita.
Il disegno delle linee di foul non viene quasi mai esteso all'interno del box del battitore. Tuttavia, le linee esistono concettualmente, in modo che l'arbitro di casa base possa giudicare se una palla è battuta buona o foul. Inoltre, spesso le linee interne non vengono nemmeno disegnate sul campo, ma, similmente alle linee di foul, esistono concettualmente.
Sul campo ci sono due box del battitore, uno a destra e uno a sinistra del piatto di casa. I box sono posizionati in modo che il punto medio del lato lungo sia alla stessa altezza del centro di casa base. Un battitore destrimane si posiziona nel box alla sinistra del ricevitore e dell'arbitro di casa base, mentre un battitore mancino in quello di destra. Il battitore può occupare un solo box alla volta e non può lasciarlo dopo che il lanciatore ha iniziato il movimento per il lancio. Se vuole uscire dal box una volta che il lanciatore è salito sulla pedana, deve chiedere un time out all'arbitro.

## Territorio e pali di foul

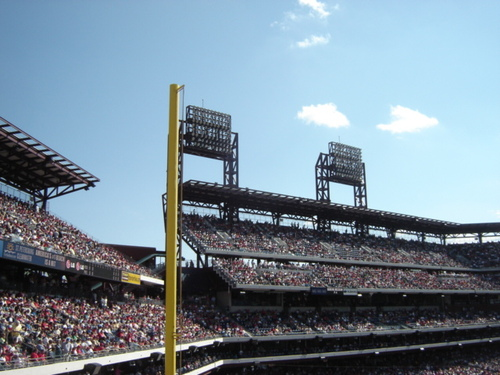
Uno dei due pali di foul de Citizens Bank Park di Philadelphia.

I pali di foul, se presenti, aiutano gli arbitri a giudicare se una palla che vola sopra la linea esterna è foul (non in gioco) o buona (un fuoricampo). I pali sono estensioni verticali delle linee di foul al limite del campo di gioco. Il limite esterno delle linee di foul e i pali di foul definiscono il territorio di foul. Entrambe le linee e i pali valgono come territorio buono.
Prima del 1920 le linee di foul si estendevano indistintamente; un battitore effettuava un fuoricampo se la palla atterrava in territorio buono o dove "era stata vista per l'ultima volta" dall'arbitro. Dal 1920 la palla viene giudicata buona o foul in base al punto in cui lascia il campo. Quindi, una palla volante che sorpassa la staccionata in territorio buono o colpisce il palo di foul è un fuoricampo indipendentemente da dove finisce dopo.
I pali di foul sono generalmente molto più alti della staccionata o del muro che delimita il campo esterno, e spesso hanno una rete sul lato del campo buono per aiutare gli arbitri a giudicare la palla.
Nei campi della Major League Baseball i pali di foul sono generalmente gialli. I pali del Citi Field sono arancioni. Al Rogers Centre non ci sono pali di foul, ma delle grosse reti che hanno lo stesso scopo. Al Petco Park, non c'è alcun palo nel campo sinistro, ma è sostituito da una lastra di metallo giallo che segna l'angolo estremo del palazzo Western Metal Supply Co.

## Monte del lanciatore
All'incirca al centro del cerchio, equidistante dalla prima e dalla terza base, e più vicino a casa base che alla seconda, è posizionata una collinetta artificiale denominata "monte del lanciatore". Da qui il lanciatore deve effettuare il lancio. Sulla sommità del monte c'è una lastra di gomma, chiamata "pedana del lanciatore", un rettangolo il cui lati lunghi misura 61 cm (24,0 in) e quelli corti 15,2 cm (6,0 in). Il lato rivolto verso casa base è a 18,44 m (60,5 ft) dal piatto; questa distanza è stata fissata dalle regole del 1893.
Nella Major League Baseball, il monte deve avere un diametro di 5,5 m (18,0 ft), con il centro a 18 m (59,0 ft) dalla punta posteriore del piatto di casa e non può essere più alto di 25,4 cm (10,0 in) rispetto al piatto di casa. Il lato anteriore della pedana del lanciatore si trova 45,7 cm (18,0 in) dietro al centro del monte.

## Linea d'erba

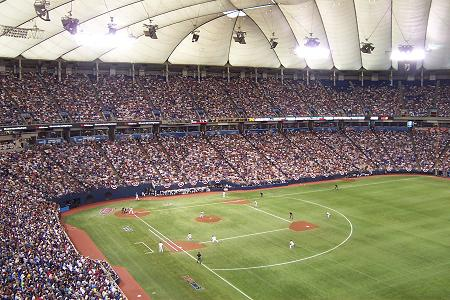
Linea d'erba bianca del H.H.H. Metrodome

La linea d'erba, dove finisce la terra del campo esterno e inizia l'erba del campo esterno, non ha alcun significato nelle regole del gioco, ma può influenzare l'andamento di una giocata: spesso, quando rimbalza sulla linea d'erba, la palla prende delle direzioni inaspettate.

## Campo esterno
Il campo esterno è fatto da erba fitta o torba artificiale ed è il luogo dove si trovano gli esterni. Le dimensioni e la forma del campo esterno variano da campo a campo.

## Muro del campo esterno

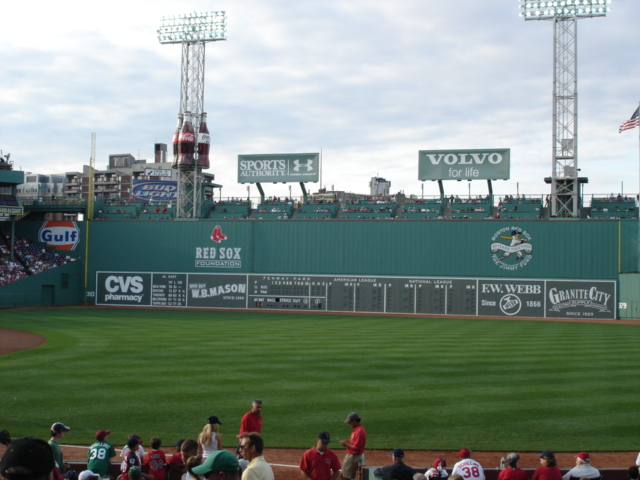
Il Green Monster del Fenway Park nel 2006, con il tabellone segnapunti e gli spalti.

Il muro o la staccionata del campo esterno indicano il limite esterno del campo esterno. Una palla che passa sopra il muro è morta; se passa in volo sopra il muro nel territorio buono è un fuoricampo. Le regole non specificano forma, altezza o composizione del muro, né indicano una distanza specifica da casa base (ma non deve essere minore di 76 m (250 ft); le regole consigliano una distanza di almeno 97,5 m (320 ft) ai pali di foul e 122 m (400 ft) al campo centrale).

## Bullpen
Il bullpen è l'area in cui si riscaldano i lanciatori prima di entrare in gioco. A seconda del campo, può essere situato vicino alle linee di foul oppure oltre la recinzione esterna.

## Cerchi di attesa
Sul campo ci sono due cerchi di attesa, uno per ogni squadra, posizionati in territorio di foul, tra casa base e il dugout. Sul cerchio si mette il battitore on deck, ovvero quello che nell'ordine di battuta succede a quello presente nel box del battitore.

## Box del suggeritore
I box del suggeritore si trovano vicino alla prima e alla terza base; qui si mettono i suggeritori per non intralciare il gioco.

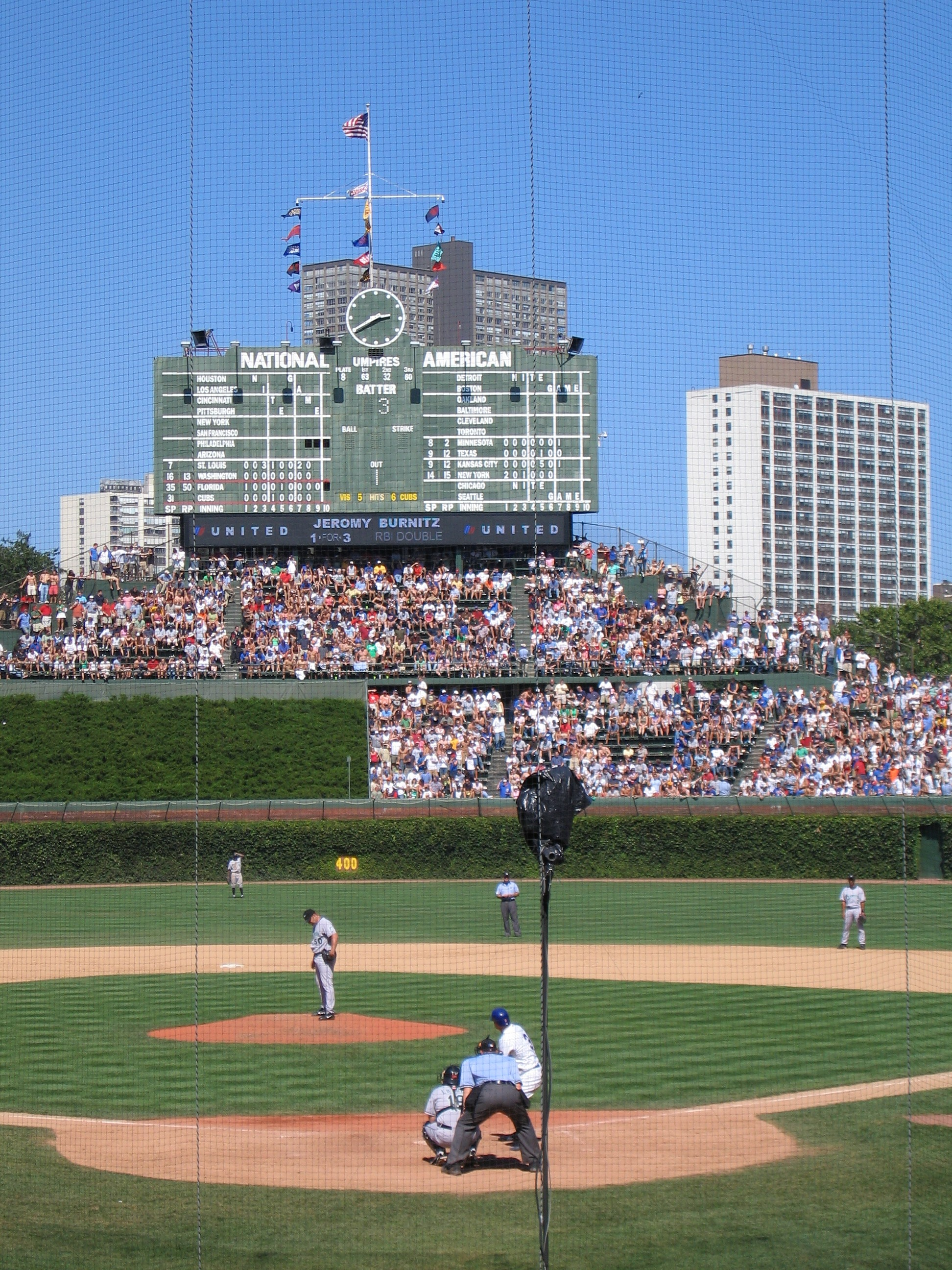
Il Wrigley Field, prima della ristrutturazione del 2005, con una parte del batter's eye coperto di ginepro, sulla sinistra.

## Batter's eye
Il batter's eye (letteralmente "occhio del battitore") è un'area esterna al campo da baseball, generalmente posizionata dietro il campo centrale e colorata di scuro, posta nel campo visivo del battitore. Questa superficie scura permette al battitore di vedere la pallina lanciata su uno sfondo ad alto contrasto. L'uso di questa struttura è stato adottato alla fine del XIX secolo.
Il batter's eye ha lo stesso scopo del sight-screen usato nel cricket, con la differenza che il sight-screen è bianco per contrastare i colori scuri della palla da cricket.
Se nell'area del batter's eye ci sono dei sedili, questi sono dipinti di nero e non vengono utilizzati durante le partite di baseball, ma possono essere usati per altri eventi (concerti, partite di football, ecc.); questo perché se ci fossero sedute delle persone durante una partita, si creerebbe una situazione pericolosa per il battitore, perché non riuscirebbe a vedere chiaramente la pallina, e un vantaggio per il lanciatore.